# Qualifications de la zone Asie pour la Coupe du monde de rugby à XV 2015
Navigation
Qualifications coupe du monde 2011 Qualifications coupe du monde 2019
Les qualifications de la zone Asie pour la Coupe du monde de rugby à XV 2015 opposent différentes nations sur plusieurs tours de compétition du 14 avril 2012 au 22 juin 2014. Le vainqueur du tour 4 participe directement à la compétition finale au titre d'Asie 1, tandis que le deuxième de ce tour joue un barrage contre une équipe américaine.

## Liste des participants aux qualifications
| Asian 5 Nations 2012 D1 - Sri Lanka - Singapour - Philippines - Taipei chinois | Asian 5 Nations 2012 D2 - Malaisie - Thaïlande - Iran - Chine | Asian 5 Nations 2012 D3 - Inde - Guam - Indonésie - Pakistan |

| Asian 5 Nations 2013 Top 5 - Japon - Corée du Sud - Hong Kong - Émirats arabes unis - Philippines | Asian 5 Nations 2013 D1 - Kazakhstan - Sri Lanka - Taipei chinois - Thaïlande | Asian 5 Nations 2014 Top 5 - Japon - Corée du Sud - Hong Kong - Philippines - Sri Lanka |

## Tour 1

### Tour 1A

#### Asian 5 Nations 2012 D1
- Vainqueur Division 1 2012

### Tour 1B

#### Asian 5 Nations 2012 D2
- Vainqueur Division 2 2012

### Tour 1C

#### Asian 5 Nations 2012 D3
- Vainqueur Division 3 2012

## Tour 2
- Vainqueur Division 2 2012 vs vainqueur Division 3 2012

| 14 juillet 2012 | Thaïlande | 42 - 19 | Inde | Pattaya |
| 14 juillet 2012 |           |         |      | Pattaya |
| 14 juillet 2012 |           |         |      | Pattaya |

## Tour 3

### Tour 3A
- Vainqueur Asian 5 Nations 2013 Top 5

### Tour 3B
- Vainqueur Asian 5 Nations 2013 D1

## Tour 4
- Vainqueur Asian 5 Nations 2014 Top 5